# Кам'яно-Костуватська сільська рада
Ка́м'яно-Костува́тська сільська́ ра́да — адміністративно-територіальна одиниця та орган місцевого самоврядування у Братському районі Миколаївської області. Адміністративний центр — село Кам'яно-Костувате.

## Загальні відомості
- Населення ради: 560 осіб (станом на 2001 рік)

## Населені пункти
Сільській раді були підпорядковані населені пункти:
- с. Кам'яно-Костувате
- с. Кам'янопіль
- с. Прищепівка
- с. П'ятихатки

## Склад ради
Рада складалася з 12 депутатів та голови.
- Голова ради: Козакевич Антоніна Анатоліївна
- Секретар ради: Чемерис Світлана Володимирівна

### Керівний склад попередніх скликань
| Прізвище, ім'я, по батькові     | Основні відомості                                                                     | Дата обрання | Дата звільнення |
| ------------------------------- | ------------------------------------------------------------------------------------- | ------------ | --------------- |
| Зеленська Валентина Анатоліївна | Сільський голова, 1956 року народження, член Всеукраїнського об'єднання «Батьківщина» | 26.03.2006   | 22.02.2010      |
| Козакевич Антоніна Анатоліївна  | Сільський голова, 1961 року народження, освіта середня спеціальна, позапартійна       | 31.10.2010   |                 |

Примітка: таблиця складена за даними сайту Верховної Ради України

### Депутати
За результатами місцевих виборів 2010 року депутатами ради стали:

#### За суб'єктами висування
| Суб'єкт висування                 | Кількість обраних депутатів | %    |
| --------------------------------- | --------------------------- | ---- |
| Партія регіонів                   | 5                           | 41,7 |
| Народна партія                    | 3                           | 25   |
| Політична партія «Фронт Змін»     | 3                           | 25   |
| Політична партія «Сильна Україна» | 1                           | 8,3  |

#### За округами
| № округу                          | Прізвище, ім'я, по батькові     | Дата визнання обраним | Освіта             | Партійна приналежність                  | Відомості про обраного депутата                              |
| --------------------------------- | ------------------------------- | --------------------- | ------------------ | --------------------------------------- | ------------------------------------------------------------ |
| Народна Партія                    |                                 |                       |                    |                                         |                                                              |
| 2                                 | Жердєва Любов Михайлівна        | 02.11.2010            | середня спеціальна | член Народної партії                    | Кам'яно-Костуватська сільська рада, бухгалтер                |
| 6                                 | Чемерис Світлана Володимирівна  | 02.11.2010            | середня спеціальна | член Народної партії                    | Кам'яно-Костуватська сільська рада, секретар                 |
| 8                                 | Петрова Євгенія Олександрівна   | 02.11.2010            | вища               | член Народної партії                    | пенсіонер                                                    |
| Партія регіонів                   |                                 |                       |                    |                                         |                                                              |
| 3                                 | Глушко Наталя Олексіївна        | 02.11.2010            | середня спеціальна | член Партії регіонів                    | тимчасово не працює                                          |
| 5                                 | Діденко Олена Анатоліївна       | 02.11.2010            | вища               | член Партії регіонів                    | Кам'яно-Костуватська загальноосвітня школа І-ІІ ст., вчитель |
| 7                                 | Кравченко Юлія Анатоліївна      | 02.11.2010            | середня спеціальна | член Партії регіонів                    | Кам'яно-Костуватська бібліотека, бібліотекар                 |
| 9                                 | Степанова Людмила Володимирівна | 02.11.2010            | вища               | член Партії регіонів                    | Кам'яно-Костуватська загальноосвітня школа І-ІІ ст., вчитель |
| 11                                | Єрхан Петро Петрович            | 02.11.2010            | середня            | член Партії регіонів                    | тимчасово не працює                                          |
| Політична партія «Сильна Україна» |                                 |                       |                    |                                         |                                                              |
| 10                                | Барчук Валентина Вікторівна     | 02.11.2010            | середня            | член Політичної партії «Сильна Україна» | Кам'яно-Костуватська загальноосвітня школа І-ІІ ст., кухар   |
| Політична партія «Фронт Змін»     |                                 |                       |                    |                                         |                                                              |
| 1                                 | Смочко Олександр Петрович       | 02.11.2010            | середня спеціальна | член Політичної партії «Фронт Змін»     | Кам'яно-Костуватська сільська рада, спеціаліст               |
| 4                                 | Крижанівська Тетяна Василівна   | 02.11.2010            | середня спеціальна | член Політичної партії «Фронт Змін»     | Кам'яно-Костуватський ДНЗ, завідувачка                       |
| 12                                | Дронь Валентин Олександрович    | 02.11.2010            | вища               | член Політичної партії «Фронт Змін»     | ФГ, голова                                                   |

## Населення
Згідно з переписом УРСР 1989 року чисельність наявного населення сільської ради становила 582 особи, з яких 265 чоловіків та 317 жінок.
За переписом населення України 2001 року в сільській раді мешкало 559 осіб.

### Мова
Розподіл населення за рідною мовою за даними перепису 2001 року:
| Мова       | Відсоток |
| ---------- | -------- |
| українська | 88,57 %  |
| молдовська | 5,54 %   |
| російська  | 5,54 %   |
| білоруська | 0,18 %   |